# Linzang cętkowany
Linzang cętkowany (Prionodon pardicolor) – gatunek drapieżnego ssaka z rodziny linzangów (Prionodontidae). 

## Taksonomia
Gatunek po raz pierwszy zgodnie z zasadami nazewnictwa binominalnego opisał w 1842 roku brytyjski przyrodnik Brian Houghton Hodgson, nadając mu nazwę Prionodon pardicolor. Holotyp pochodził z Sikkimu, w Indiach. 
Autorzy Illustrated Checklist of the Mammals of the World rozpoznają dwa podgatunki.

### Etymologia
- Prionodon: gr. πριων priōn, πριονος prionos „piła”; οδους odous, οδων odōn „ząb”[10].
- pardicolor: łac. pardus, pardi „lampart”, od gr. παρδος pardos „lampart”[11]; color, coloris „kolor, barwa”[12].

## Zasięg występowania
Linzang cętkowany występuje w południowej i południowo-wschodniej Azji, zamieszkując w zależności od podgatunku:
- P. pardicolor pardicolor – Nepal, północno-wschodnie Indie, Bhutan i północna Mjanma.
- P. pardicolor presina – środkowa i południowa Chińska Republika Ludowa, północna Tajlandia, Laos, Wietnam i Kambodża.

## Morfologia
Długość ciała (bez ogona) 31–45 cm, długość ogona 30–39,9 cm; masa ciała 550–1220 g. Dorosłe samce są większe i najprawdopodobniej dwa razy cięższe niż dorosłe samice.

## Ekologia
Linzang posiada bardzo dobrze rozwinięte zmysły wzroku i słuchu, pozwalające na polowanie w ciemnościach. Ssak ten prowadzi nocny tryb życia, jest samotnikiem, żyje głównie na drzewach. Głównym pożywieniem są gryzonie, płazy, gady, padlina. Dwa razy w roku, w lutym i w sierpniu samica rodzi 2–3 młode.